# Spirotechnique
La Spirotechnique a fost o companie franceză, fondată în 1946, filială a Air Liquide.
Firma a fost înființată special pentru producerea celebrului detentor CG45 Cousteau-Gagnan, brevetat și testat de către echipa Cousteau sub denumirea de Aqualung.

Aparatul Cousteau-Gagnan stă la baza tuturor aparatelor autonome de respirat sub apă, cu aer comprimat, utilizate astăzi în scufundarea autonomă.

Acesta va fi urmat de alte variante perfecționate și anume detentorul MISTRAL și Super Mistral cu un singur etaj și apoi de detentorul Aquilon  cu două etaje separate.
În anul 1948 sunt importate în S.U.A. primele detentoare Cousteau-Gagnan sub denumirea de Aqualung de către René Bussoz, ginerele lui Cousteau prin firma acestuia "René's Sporting Goods". După plecarea lui Bussoz în Franța în anul 1953, noua conducere a firmei împreună cu o echipă tehnică de la Spirotechniques, transformă René's Sporting Goods în U.S.Divers care cu timpul devine unul din principalii producători mondiali de echipament de scufundare. U.S.Divers a produs detentorul CG45 sub denumirea de Aqualung.
La Spirotechnique au fost concepute sau distribuite și alte echipamente de scufundare cum ar fi producerea în anul 1961 a primului aparat de fotografiat sub apă, Calypso-Phot, a cărui licență de fabricare a fost vândută firmei Nikon din Japonia, aparat ce a stat la baza aparatului Nikonos I, apoi a întregii serii Nikonos. În anul 1976 Spirotechnique produce un alt tip de aparat de fotografiat sub apă, Aquamatic.
În anul 2009, cifra de afaceri a fost de peste 26 milioane €.